# Ernesto Molghera
Ernesto Molghera (Morano sul Po, 22 ottobre 1907 – ...) è stato un calciatore italiano, di ruolo attaccante.

## Carriera
Nella stagione 1930-1931 ha giocato 6 partite in Serie A con il Casale.